# Rodolfo Faistauer
Rodolfo Augusto Faistauer (São Leopoldo) é um pianista brasileiro.

## Biografia
Rodolfo Faistauer iniciou seus estudos musicais no Instituto de Música de São Leopoldo, em sua cidade natal. Aos treze anos passa a estudar em Porto Alegre com a pianista carioca Dirce Bauer Knijnik. Entre 2007 e 2010 estudou no Instituto de Artes da Universidade Federal do Rio Grande do Sul na classe de Cristina Capparelli, onde obteve o diploma de Bacharel em piano. Em 2011, Rodolfo fixa residência em Estrasburgo, França, onde conclui os cursos de Especialização em Piano e Mestrado em Interpretação Musical (piano) com Amy Lin na Academia Superior de Música daquela cidade. Rodolfo também estudou durante um ano na tradicional Hochschule für Musik und Theater München, em Munique, Alemanha, sob orientação da pianista Margarita Höhenrieder, com quem aprofundou seus conhecimentos do repertório germânico, em especial Beethoven, Brahms e Schubert. Ao longo de sua formação, frequentou as Academias de Verão de Nancy, França e do Mozarteum de Salzburg, Áustria, além do International Keyboard Institute and Festival de Nova York. Rodolfo teve contato através de aulas e master classes com pianistas como: Cristina Ortiz, Peter Frankl, Andrzej Jasinski, Jean-Philippe Collard, Christian Ivaldi, Roy Howat, Arnaldo Cohen, Alon Goldstein, Ricardo Castro, Débora Halász e Fany Solter. Rodolfo desenvolve atividade como camerista e recitalista na Europa e no Brasil. Em 2016, apresentou-se no Instituto Húngaro de Paris dentro de colóquio dedicado à obra do compositor húngaro György Kurtág.

## Pesquisa
Rodolfo também desenvolve atividade como pesquisador desde muito cedo. Foi bolsista de iniciação científica do CNPq participando do Grupo de Pesquisa em Práticas Interpretativas do programa de pós-graduação em música da Universidade Federal do Rio Grande do Sul. Foi co-tradutor da primeira versão portuguesa do livro Liszt, o Pedagogo de Lina Ramann (1833-1912), iniciativa da Fondazione Istituto Liszt de Bolonha, Itália e da musicóloga italiana Rossana Dalmonte. Em sua dissertação de mestrado intitulada "Artur Schnabel et l'expression de la structure", Rodolfo analisa as origens das concepções interpretativas deste pianista austríaco e busca identificar os elementos utilizados pelo intérprete para transmitir seu entendimento da estrutura na obra de Beethoven. Seu estudo aprofundado da tradição interpretativa de Schnabel lhe possibilitou recentemente desenvolver trabalho de pesquisa para documentários sobre música na Europa, destacando-se a produção franco-alemã Artur Schnabel : No Place of Exile do canal de televisão ARTE, com estreia prevista para julho de 2017.